# Christianisme en Somalie

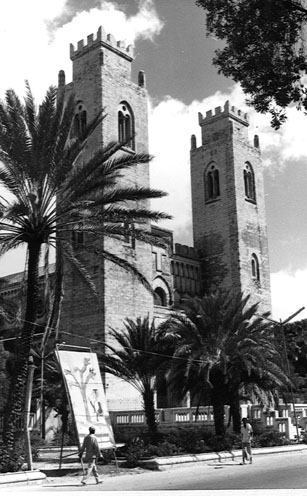
La Cathédrale de Mogadiscio durant l'époque coloniale italienne

Le christianisme en Somalie est très marginal. La majorité des chrétiens de Somalie sont des fidèles de l’Église éthiopienne orthodoxe, et une centaine de catholiques vivent dans le diocèse de Mogadiscio. Quelques membres de l'Église anglicane, de la Somalia Believers Fellowship, de la Somalia Mennonite Mission et des Adventistes du Septième Jour sont aussi présents en Somalie. 

## Histoire ancienne
L'Église d'Alexandrie aurait été fondée en 62, aurait participé à la Pentarchie, et serait à l'origine de l'antique Église copte orthodoxe.
En 330, le royaume d'Aksoum (de -400 à + 950) adopte le christianisme comme religion d'État, et répand sa foi hors de son territoire, dans une bonne partie des ports et littoraux de la Mer Rouge.
Le nestorianisme (400-1100) ne semble pas s'être développé sur les côtes africaines (à part en Égypte), mais est présent au moins à Socotra et Sanaa.

## Histoire moderne
Le pays a connu un épisode d’évangélisation, à la fin du XIXe siècle, sous l’impulsion d’une mission catholique française et d’une mission luthérienne suédoise. Cette implantation a été contestée au début du XXe siècle par le mouvement derviche dirigé par Mohammed Abdullah Hassan.
Pendant la colonisation Italienne, entre 1889 et 1941, les chrétiens étaient principalement des colons, fonctionnaires ou militaires Italiens, surtout des catholiques. Ils étaient environ 50 000 en 1939, surtout concentrés à Mogadiscio, le Benadir, et Merca. 
Pendant le mandat de l'ONU confié aux Italiens, entre 1950 et 1960, les chrétiens tombent à 25 000, principalement des Italiens. 
En 1983, ce chiffre va tomber à environ 10 000 membres, toujours majoritairement composés de ressortissants Italiens. 
Ce chiffre tombera de 5 000 en 1987, à 3 000, en 1991. Il ne restait plus que 5 Chrétiens Italiens, en 2009, surtout des religieuses de l'église Catholique.     
En Somalie italienne, des établissements religieux accompagnent l'occupation italienne. Après l'indépendance, le gouvernement militaire de Mohamed Siad Barre, arrivé au pouvoir en 1969, confisque les écoles et hôpitaux des missions. Dans les années 2010, les membres d'Al-Shabbaab appellent au meurtre de tous les chrétiens.

## Situation actuelle
Sheikh Nur Barud, un des dirigeants du mouvement islamique Kulanka Culimada, a déclaré que tous les chrétiens somaliens devraient être tués. Par ailleurs, les lieux de culte chrétiens sont proscrits en Somalie et les chrétiens somaliens méprisés. Entre 1996 et 2006, plus de 500 chrétiens somaliens ont été tués et des tombes chrétiennes ont été vandalisées. 
Les Adventistes du Septième Jour de Somalie appartiennent au East-Central Africa Division of Seventh-day Adventists.
De nos jours, les chrétiens somaliens (sans le Somaliland) seraient entre 1 000 et 2 000 individus, surtout catholiques. Ils seraient principalement concentrés dans le sud du pays, surtout à Mogadiscio. Ils sont tous indigènes, ou locaux, et parlent le somali. Il n'y a pratiquement plus d'Italiens en Somalie depuis 2013, sauf ceux accrédités par l'ambassade d'Italie, à Mogadiscio.